# Air Fortress
Air Fortress (エアーフォートレス?) è un videogioco sviluppato nel 1987 da HAL Laboratory e pubblicato per Nintendo Entertainment System. 

## Trama
Hal Bailman del pianeta Farmel deve infiltrarsi per conto del Federal Bureau of Galactic Government nelle Air Fortresses per scongiurare l'invasione aliena.

## Modalità di gioco
Il videogioco è diviso in otto livelli, ognuno dei quali composto da tre parti. In ogni quadro il protagonista deve raggiungere la fortezza, trovare il nucleo e distruggerlo, terminando la missione raggiungendo un'uscita di emergenza.